# Pervomàiskoie (Uliànovsk)
Pervomàiskoie — Первомайское (rus) — és un poble de l'óblast d'Uliànovsk, a Rússia, que en el cens del 2010 tenia 142 habitants. Pertany al districte d'Inza.